# 도널드 트럼프의 1기 대통령직 인수
도널드 트럼프의 1기 대통령직 인수는 자신이 대통령 선거에서 당선되고 2016년 11월 8일 대통령 당선인이 되면서 시작되었다. 트럼프는 2016년 12월 19일 선거인단에 의해 공식적으로 선출되었다. 결과는 2017년 1월 6일 의회 합동 회의에서 확인되었고, 2017년 1월 20일 트럼프가 취임하면서 인수 과정은 마무리되었다.

## 인수 절차
2010년 선거 전 대통령직 인수법에 따라, 후보자 인수팀은 연방조달청 (GSA)에서 사무실 공간을 제공받는다. 인수팀은 또한 직원을 위한 정부 자금 지원을 받을 자격이 있다; 2012년 밋 롬니의 인수팀에 대한 지출은 890만 달러 (2019년 기준 약 $991만), 모든 자금은 미국 정부에 의해 책정되었다.
현행 연방법과 관습에 따라, 후보자는 당의 전국 대회에서 공식적으로 지명되면 기밀 국가 안보 브리핑을 받을 자격이 있다.

### 책임
대통령직 인수의 주요 책임은 미국 정부 내 약 4,000개의 비공무원 직위에 대한 후보자를 식별하고 심사하는 것 (이들은 대통령의 재량에 따라 임명됨), 백악관, 원 옵저버토리 서클, 캠프 데이비드를 포함한 행정 관저의 점유를 준비하는 것, 미국 전략사령부와 골드 코드 수신을 위해 연락하는 것, 그리고 고위 공무원에게 새 행정부의 정책 우선순위에 대해 브리핑하는 것을 포함한다.

### 최근 동향
2016년 미국 의회가 통과시킨 대통령직 인수법 개정안은 현직 대통령이 선거 연도 6월까지 "인수 위원회"를 설립하여 최종적인 권력 이양을 용이하게 할 것을 요구한다.
한편, 미국 국립공공행정학회 (NAPA)는 2016년에 "트랜지션 2016"이라는 새로운 프로그램을 시작했다. 에드 드세브와 데이비드 S. C. 추가 이끄는 이 프로그램은 NAPA에 의해 선두 후보들에게 인수팀 설립에 대한 관리 및 절차적 조언을 제공하는 것으로 설명되었다.

## 타임라인

### 선거 전
2016년 4월, 트럼프 캠프 대표와 당시 출마 중이던 다른 4명의 공화당 후보 캠프 대표들은 뉴욕에서 퍼블릭 서비스 파트너십(Partnership for Public Service) 대표들과 만나 이틀간의 브리핑을 받고 인수 과정에 대한 개요를 들었다. 코리 루언다우스키 트럼프 캠프 선거대책본부장에 따르면, 캠프는 그 직후 회의에서 제공된 권고 사항들을 이행하기 시작했다.
2016년 5월 초, 트럼프가 추정 후보가 된 후, 캠프 관계자들은 "다음 몇 주 내에" 대통령직 인수팀 구성원을 지명할 것이라고 발표했다. 5월 6일, 뉴욕 타임스는 트럼프가 재러드 쿠슈너에게 인수팀 구성을 시작해달라고 요청했다고 보도했다. 코리 루언다우스키와 폴 매너포트는 쿠슈너와 함께 인수팀장을 선정했다. 사흘 후, 트럼프는 뉴저지 주지사 (이자 전 대통령 후보였던) 크리스 크리스티가 이 노력을 이끌기로 동의했다고 발표했다.
2016년 6월 3일 금요일, 기관 인수 국장 협의회(Agency Transition Directors Council)가 백악관에서 처음으로 소집되어 각 주요 행정부처의 인수 계획을 검토했다; 트럼프 캠프와 클린턴 캠프 모두 이 초기 회의에 대표자를 보내지 않았다. 거의 동시에, 백악관은 보존을 위해 지난 8년간 축적된 전자 파일을 미국 국립문서기록관리청의 전자 기록 보관소로 이관하기 시작했다.
인수 계획은 7월 말까지 "소수의" 직원만 고용된 것으로 나타나 다른 최근 인수 계획 노력에 뒤쳐져 있다는 비판을 받았다. 당시 크리스 크리스티는 뉴저지 출신의 기업 변호사이자 공화당 전국위원회 위원인 빌 팔라투치를 총고문으로 임명했다; 팔라투치는 그 직후 밋 롬니의 2012년 인수팀 고위직들과 회의를 시작한 것으로 알려졌다. 한편, 7월 29일, 데니스 맥도너 백악관 비서실장은 크리스 크리스티와 전화 회의를 열어 인수 절차를 논의했다. 이 통화에서 맥도너는 크리스티에게 애니타 브레켄리지와 앤드루 메이요크가 트럼프 캠프와의 주요 "연락책"이 될 것이라고 알렸다. 이 두 사람은 또한 연방조달청이 2016년 8월 2일부터 사용할 수 있게 할 펜실베이니아 애비뉴 1717번지에 있는 트럼프 인수팀을 위한 사무실 공간의 가용성도 논의했다.
8월 첫째 주에 트럼프 인수 사무실이 공식적으로 개설되었다. 같은 달, 밋 롬니의 인수팀 전 구성원이었던 윌리엄 F. 해거티가 임명 책임자로 지명되었고, 미국 상원 외교위원회 의장인 밥 코커의 고위 보좌관이었던 존 레이더는 임명 부책임자 직책을 유지했다.
"인수 과정이 선거 운동의 혼란과 불화에서 얼마나 벗어나 있는지"를 보여주는 예로, 트럼프와 클린턴 인수팀 대표들은 인수 과정의 세부 사항을 계획하기 위해 서로, 그리고 백악관 관리들과 일련의 회의를 개최하기 시작했다.
10월까지 인수팀은 100명 이상의 직원으로 늘어났는데, 이들 중 다수는 트럼프 캠프가 고용한 정책 직원 부족을 보완하기 위해 영입된 정책 전문가들이었다. 예를 들어, 2016년 10월, 전 미국 하원 과학위원회 의장이었던 로버트 스미스 워커는 우주 정책 고문으로 임명되었다.

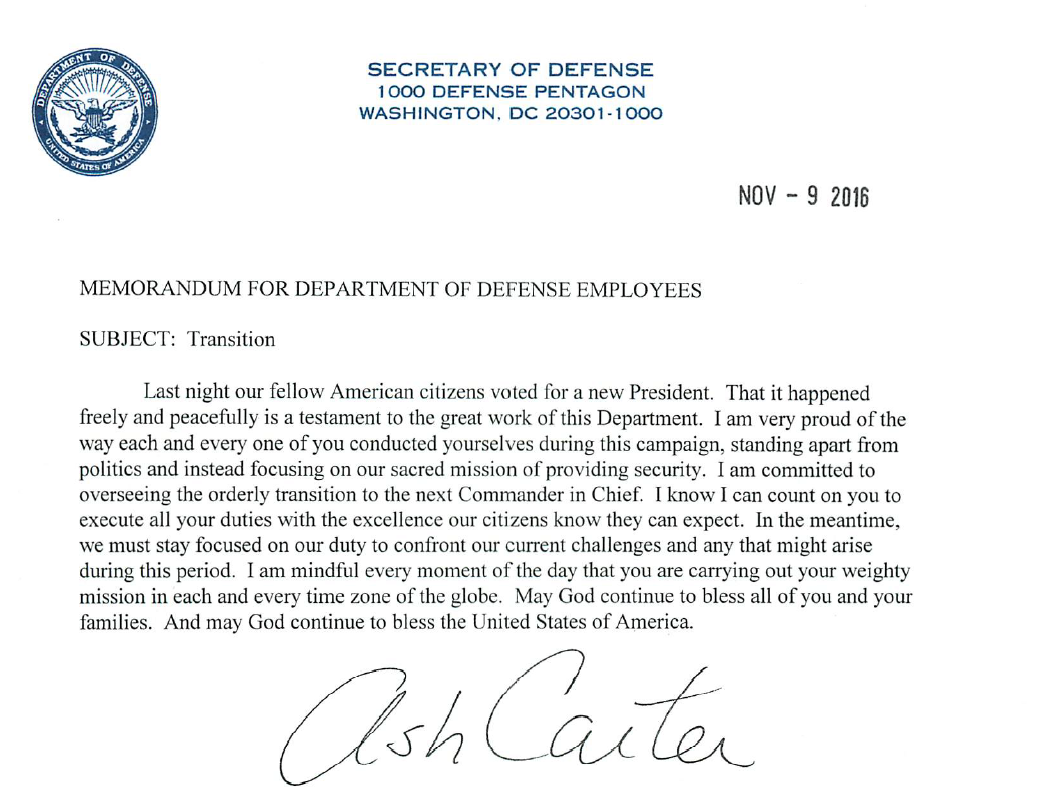
애슈턴 카터가 11월 9일 미국군에 군사 지휘권 이양을 알리는 메모.

### 선거 직후
2016년 11월 9일 새벽, 언론들은 트럼프가 대통령 선거에서 승리하기에 충분한 선거인단 표를 확보할 것이라고 보도했다. 민주당 후보 힐러리 클린턴은 그날 늦게 그에게 선거 패배를 인정했다.

#### 보안 강화
트럼프가 트럼프 타워에 있는 개인 거주지로 돌아가기 전에, 미국 비밀경호국은 "믿을 수 없는 보안 조치"를 시작했다. 여기에는 56번가 동쪽을 모든 통행에 폐쇄하고, 전날 건물 주변에 설치되었던 모래가 실린 덤프 트럭의 코르돈을 강화하여 차량 폭탄 공격으로부터 건물을 방어하고, 뉴욕 경찰국 전술팀을 고층 건물 주변에 배치하는 것이 포함되었다. 한편, FAA는 미드타운 맨해튼 상공에 비행 제한을 명령했다.

#### 트럼프 사업 이익

도널드 트럼프가 소유한 회사의 수를 국가별로 보여주는 지도 각국에서 운영 중인 회사:
1-3
4-8
9-15
15개 초과

대선 승리 후 트럼프는 트럼프 기업의 통제권을 그의 세 명의 자녀인 도널드 주니어, 이방카, 에릭 트럼프를 포함한 회사의 다른 임원들에게 백지신탁 형태로 이양하기 시작했다. 트럼프 기업의 11월 11일 성명에 따르면, "트럼프 기업과 그 사업 포트폴리오의 경영권 즉시 이양을 목표로 다양한 구조를 심사하는 과정"에 있었다.
2017년 1월 11일 기자회견에서 트럼프는 자신과 그의 장녀 이방카 트럼프가 1월 20일 취임일까지 트럼프 기업의 모든 경영직에서 사임할 것이라고 밝혔다. 그 자산은 그의 두 장남인 도널드 트럼프 주니어와 에릭 트럼프가 기존 최고재무책임자 앨런 와이셀버그와 함께 운영하는 신탁에 맡겨질 예정이었다. 트럼프는 계속해서 사업을 소유하게 된다. 기자회견에서 트럼프의 변호사 셰리 딜런은 트럼프 기업을 위해 대통령 재임 기간 동안 시행될 법적 구조에 대해 상당한 설명을 했다. 딜런은 "트럼프 대통령 재임 기간 동안 어떤 새로운 해외 거래도 하지 않을 것"이며, 새로운 국내 거래는 "강력한 심사 과정을 거칠 것이며" 트럼프 대통령은 그 과정에 어떤 역할도 하지 않을 것이라고 주장했다.

### 인수 과정 시작

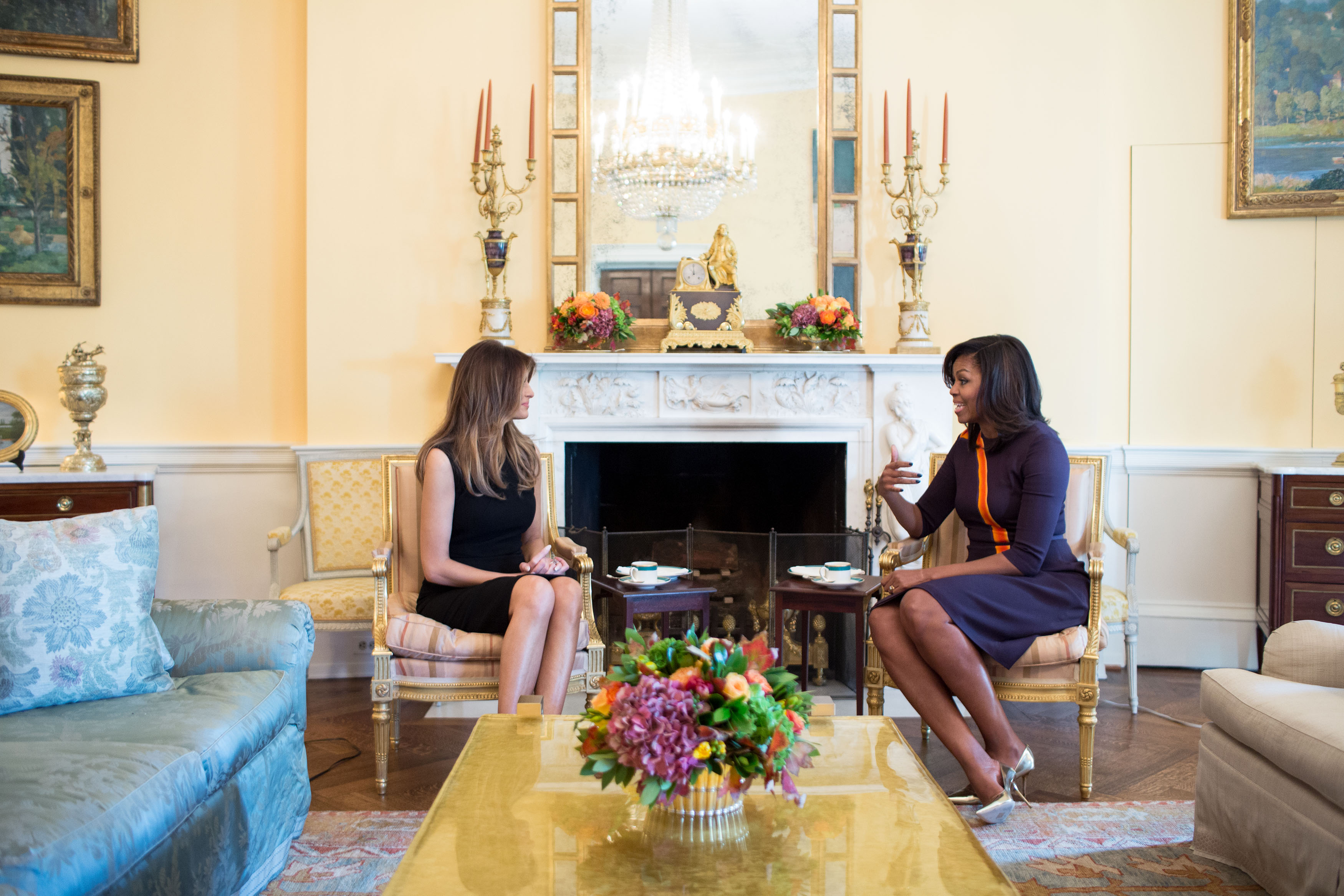
백악관에서 미셸 오바마를 방문한 멜라니아 트럼프.

11월 9일 정오 직후, 퇴임하는 버락 오바마 대통령은 백악관 로즈 가든에서 성명을 발표했는데, 전날 밤 트럼프와 통화했으며, "우리들의 대통령직 간 성공적인 이양이 이루어지도록" 논의를 위해 다음 날인 11월 10일 백악관으로 그를 공식적으로 초청했다고 밝혔다. 오바마 대통령은 자신의 직원들에게 2008년 조지 W. 부시 행정부의 "모범"을 따르도록 지시했다고 말했으며, 부시 행정부는 "원활한 이양을 위해 그보다 더 전문적이고 친절할 수는 없었다"고 덧붙였다.
같은 날, 미국 국방부 장관 애슈턴 카터는 미국군에 새로운 행정부로의 국가 지휘 당국의 이양을 알리는 메모를 발송했다. 또한 11월 9일, 미국 정보 공동체는 트럼프와 마이크 펜스에게 대통령 일일 브리핑 전체를 제공했으며, 트럼프는 11월 15일 트럼프 타워 사무실에서 첫 브리핑을 받았다.

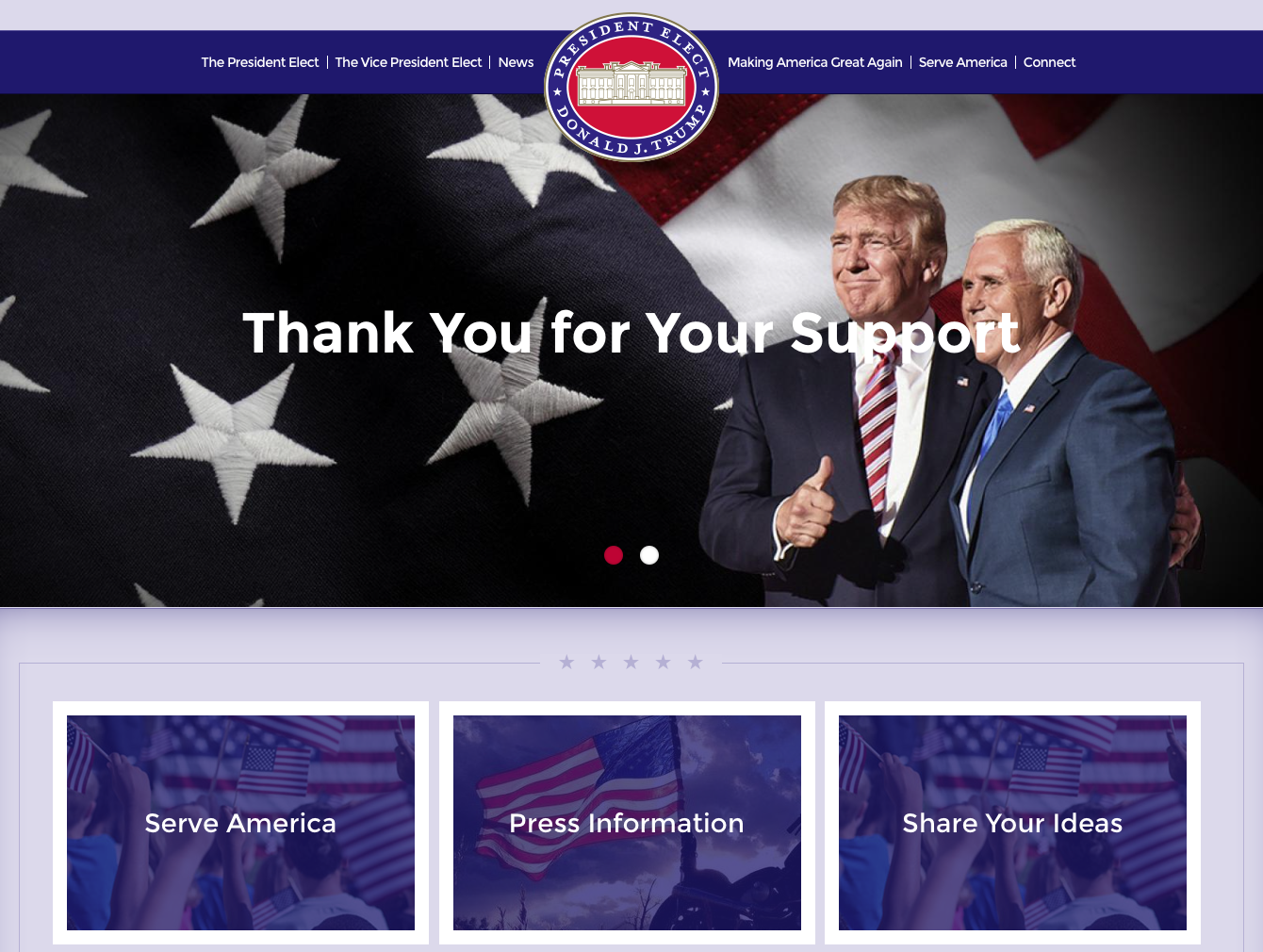
2016년 11월 9일 저녁에 개설된 트럼프 인수 웹사이트

11월 9일 오후까지 greatagain.gov라는 인수 웹사이트가 개설되었다. 이 웹사이트는 인수 절차와 언론을 위한 정보를 제공했다. 이 웹사이트는 나중에 퍼블릭 서비스 파트너십에서 원래 만든 콘텐츠를 재게시했다는 비판을 받았지만, 파트너십 CEO 맥스 스티어는 사용을 비판하는 것을 거부하고 조직이 주요 캠페인과 인수 계획을 위해 협력해 왔으며, 그룹의 자료가 "인수의 개선을 위해 사용되는 자원"이 되기를 바란다고 언급했다. 인수 웹사이트의 콘텐츠는 크리에이티브 커먼즈 저작자표시 4.0 라이선스에 따라 허가되었다.

2016년 12월 이름 없는 직원에 의해 촬영된 트럼프의 취임 초상화.

11월 10일 오전 11시, 대통령과 대통령 당선인은 백악관에서 90분간 비공개 회의를 가졌고, 이어서 오벌 오피스에서 로이터, 미국의 소리, 블룸버그, AP, AFP, ABC 뉴스, 맥클래치 신디케이트 기자들로 구성된 기자단과 공동 언론 공개 행사를 가졌다. 공개 행사에서 트럼프는 오바마에게 회의에 대해 감사하며 미래의 조언을 위해 그에게 도움을 요청하기를 기대한다고 말했다. 비록 이것이 실현되지는 않았지만. 트럼프에 따르면, 오바마는 그들의 논의 중에 보험 회사가 기존 질병을 가진 사람들에게 새로운 보장을 거부하는 것을 금지하고 부모가 성인 자녀를 25세까지 의료 보험에 유지할 수 있는 권리를 포함하여 그의 대표적인 정책인 오바마케어의 특정 측면을 유지하도록 그를 설득했다. 같은 날, 영부인 미셸 오바마는 차기 영부인 멜라니아 트럼프와 차를 마셨고, 백악관 관저를 안내해주었다.

### 11월 11일 개각
인수 과정은 이전에 크리스 크리스티가 이끌었으나, 11월 11일 트럼프가 그에게 전화하여 브리지게이트 스캔들 연루가 정치적 부담이며 인수팀장으로서의 성과가 불만족스럽다고 말하자 그와 그의 지지자 다수가 교체되거나 강등되었다 (트럼프는 나중에 크리스티가 핵심 인수 직책에 로비스트를 유지한 것에 대해 개인적인 불만을 표명하기도 했다). 통화가 끝날 무렵, 트럼프는 크리스티를 인수위원장직에서 해고했다. 다음 24시간 동안, 거의 예고 없이 크리스티의 충성파들이 인수팀에서 신속하게 제거되었으며, 이는 NBC 뉴스에 의해 "스탈린식 숙청"으로 묘사되었다. 예를 들어, 인수 책임자 리처드 배거는 갑자기 인수팀 사무실에서 쫓겨났다. 빌 팔라투치, 마이크 로저스 등도 해고된 사람들 중 일부였다.
개편 직후, 마이크 펜스는 트럼프에 의해 인수위원장으로 승격되었다. 크리스티 체제 하에서, 인수팀의 많은 구성원들은 등록된 로비스트였으며, 그들이 담당할 기관이 감독하는 문제 또는 그들이 준비하고 있던 정책에 영향을 받는 문제에 대해 일했다. 그러나 11월 16일까지 펜스는 폴리티코가 "버락 오바마 대통령의 획기적인 로비스트 금지보다 훨씬 더 엄격한" 것으로 묘사한 새로운 제한을 도입했다. 새로운 규칙에 따라, 현재 등록된 로비스트인 행정부 관계자는 허용되지만, 정부를 떠난 후 5년 동안 로비스트로 재등록할 수 있는 권리를 포기하는 문서에 서명해야 한다. 또한 펜스는 모든 로비스트를 인수팀에서 제거하도록 명령했으며, 이틀 후 폴리티코는 등록된 로비스트였던 직원들이 사임하기 시작했다고 보도했다.

### 펜스의 임기
11월 15일, 트럼프는 사위 재러드 쿠슈너 (인수팀원)에 대한 보안 허가를 요청했는데, 이는 그가 대통령 일일 브리핑에 참석할 수 있도록 허용하는 것이었다. 전문가들은 이 요청을 "전례 없는 일"이라고 불렀다. 11월 15일 현재, 인수팀에 대한 정부의 모든 브리핑은 차기 의장 마이크 펜스가 오바마 행정부와 합의서에 서명해야 하는 필요성으로 인해 보류 중이었다.
11월 16일, 트럼프는 앨라배마 상원 의원 제프 세션스를 만났는데, 그는 여러 내각 직위에 대한 가능한 경쟁자로 거론되었다. 트럼프는 또한 빌 디블라지오 뉴욕 시장을 만났다.
11월 17일, 트럼프는 외교 문제에 대해 논의하기 위해 전 국무장관 헨리 키신저를 만났다. 그날 늦게, 트럼프는 아베 신조 일본 총리를 트럼프 타워에서 비공식적으로 만났다. 마이클 T. 플린과 이방카 트럼프가 참석한 회의 후, 아베는 트럼프에게 "큰 신뢰"를 가지고 있다고 말하며 그들의 대화를 "매우 솔직했다"고 묘사했다.
그러나 과거 및 현직 국무부 관리들은 이방카의 존재에 대해 불쾌감을 표했다. 2004년 존 케리 대선 캠페인 직원이자 7월에 국무부 디지털 전략 부차관보로 일하다가 국무부를 떠난 모이라 휠런은 "두 국가원수 간의 그러한 대화에 참석하는 사람은 최소한 보안 허가를 받아야 하며, 일본 문제에 대한 전문가여야 한다… 두 국가원수 간의 회의는 절대 비공식적인 행사가 아니다. 심지어 사소한 언급이나 동의의 표시, 또는 이의 제기 없이 넘어가는 주장도 다르게 해석될 수 있다"고 단언했다..
12월 6일, 마이클 T. 플린의 아들인 마이클 G. 플린은 인수팀에서 축출되었다. 대변인 제이슨 밀러는 플린 해고의 이유를 밝히지 않았지만, 뉴욕 타임스는 다른 관리들이 그것이 피자게이트 음모론과 관련된 그의 트윗 때문임을 확인했다고 보도했다.
12월 14일, 트럼프는 트럼프 타워에서 실리콘밸리 기술 기업의 CEO 및 대표들과 만났다.

## 인수팀

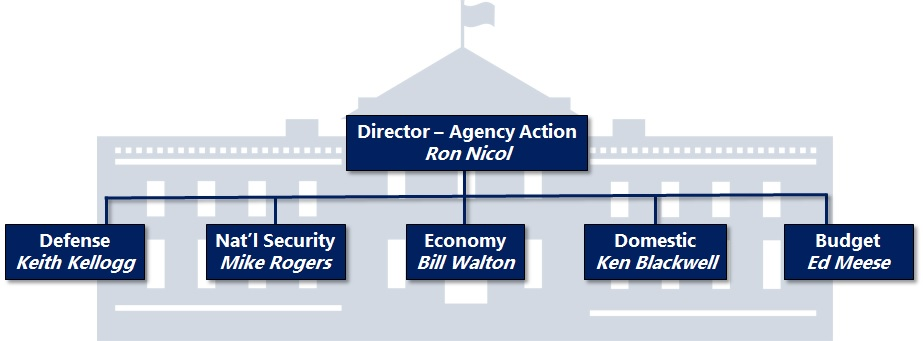
트럼프 인수팀의 기관 임명 그룹 리더 차트.

### 리더십
트럼프 인수팀은 부통령 당선인 마이크 펜스가 이끌었다. 원래 6명의 부위원장이 있었는데, 2016년 11월 29일에 13명으로 확대되었다: 벤 카슨, 크리스 크리스티 (2016년 5월부터 선거일까지 인수팀장 역임), 마이클 T. 플린 (국가안보보좌관 내정자), 뉴트 깅그리치, 루돌프 줄리아니, 제프 세션스 (법무장관 내정자), 여기에 K. T. 맥팔랜드 (국가안보부보좌관 내정자), 메리 팰린 주지사, 팀 스콧 상원의원, 마샤 블랙번 하원의원 (이전에는 집행위원회 소속), 캐시 맥모리스 로저스 하원의원, 톰 리드 하원의원, 그리고 퇴임하는 신시아 럼미스 하원의원.
인수팀에는 다음과 같은 집행위원회도 있었다:
- 스티브 배넌 2017년 8월 18일 직무 해제. 켈리앤 콘웨이가 후임.
- 루 바를레타 하원의원
- 마샤 블랙번 하원의원 (부위원장으로 이동)
- 팸 본디 플로리다 법무장관
- 크리스 콜린스 하원의원
- 톰 머리노 하원의원
- 리베카 머서 – 머서 패밀리 재단 이사 및 주요 트럼프 (크루즈의 후원자이기도 한) 후원자 로버트 머서의 딸.
- 스티븐 므누신 — 전 골드만삭스 파트너,[78] 재무장관 내정자
- 데빈 누네스 하원의원
- 라인스 프리버스 – 공화당 전국위원회 위원장; 11월 13일 백악관 비서실장 내정자로 지명
- 앤서니 스카라무치 – 헤지펀드 매니저이자 투자 회사 스카이브리지 캐피털 설립자, 전 골드만삭스 근무
- 피터 틸 – 페이팔 공동 설립자, 현재 클라리움 캐피털 및 파운더스 펀드를 포함한 여러 그룹에 참여하는 벤처 투자가.[79]
- 도널드 트럼프 주니어
- 에릭 트럼프
- 이방카 트럼프
- 재러드 쿠슈너, 사업가; 이방카 트럼프의 남편

2016년 11월 29일 추가된 집행위원회 구성원:
- 숀 더피 하원의원
- 트레이 가우디 하원의원
- 데니스 로스 하원의원
- 대럴 C. 스콧 목사
- 키론 스키너

### 구조 및 직원
인수팀의 조직도는 뉴욕 타임스에 의해 공개되었다. 이 조직도는 작업을 론 니콜이 이끄는 "기관 활동"과 아도 마치다가 이끄는 "정책 이행"의 두 영역으로 나누었다. 임명을 감독하는 기관 측은 6개 영역으로 나뉘었다.
- 국가 안보: 전 하원의원 마이크 로저스가 이끌었으나 11월 15일 갑자기 해고되었다.[59]
- 경제 문제: 베어스턴스의 전 수석 경제학자 데이비드 말패스[82]와 사모펀드 회사 래퍼하노크 벤처스(Rappahannock Ventures)와 러시 리버 엔터테인먼트(Rush River Entertainment)를 이끄는 윌리엄 L. ("빌") 월튼이 이끌었다. 월튼은 국가 정책 협의회의 부회장이자 디스커버리 연구소의 부와 빈곤 및 도덕 센터의 선임 연구원이다.
- 국내 문제: 전 신시내티 시장, 오하이오 재무관, 그리고 오하이오 국무장관인 켄 블랙웰이 이끌었다.[81]
- 국방: 전 제82공수사단 사령관이었던 키스 켈로그가 이끌었다.
- 관리 및 예산: 전 법무장관 에드 미스와 케이 콜스 제임스가 이끌었다.
- 기관 변혁 및 혁신: 베스 코프먼이 이끌었다.

정책 측면에는 아도 마치다가 정책 이행 책임자로, 앤드루 브렘버그가 행정 법률 책임자로, 카를로스 디아즈 로실로가 행정 권한 고문으로 세 명의 고위 지도자가 있었다. 브렘버그는 조지 W. 부시 행정부의 미국 보건복지부 선임 고문 및 비서실장이었고, 상원 다수당 원내대표 미치 매코넬과 위스콘신 주지사 스콧 워커의 대선 출마 고문이었다; 그는 이전에 건강 문제에 대한 고문으로 인수팀에 봉사하는 것으로 보고되었다.

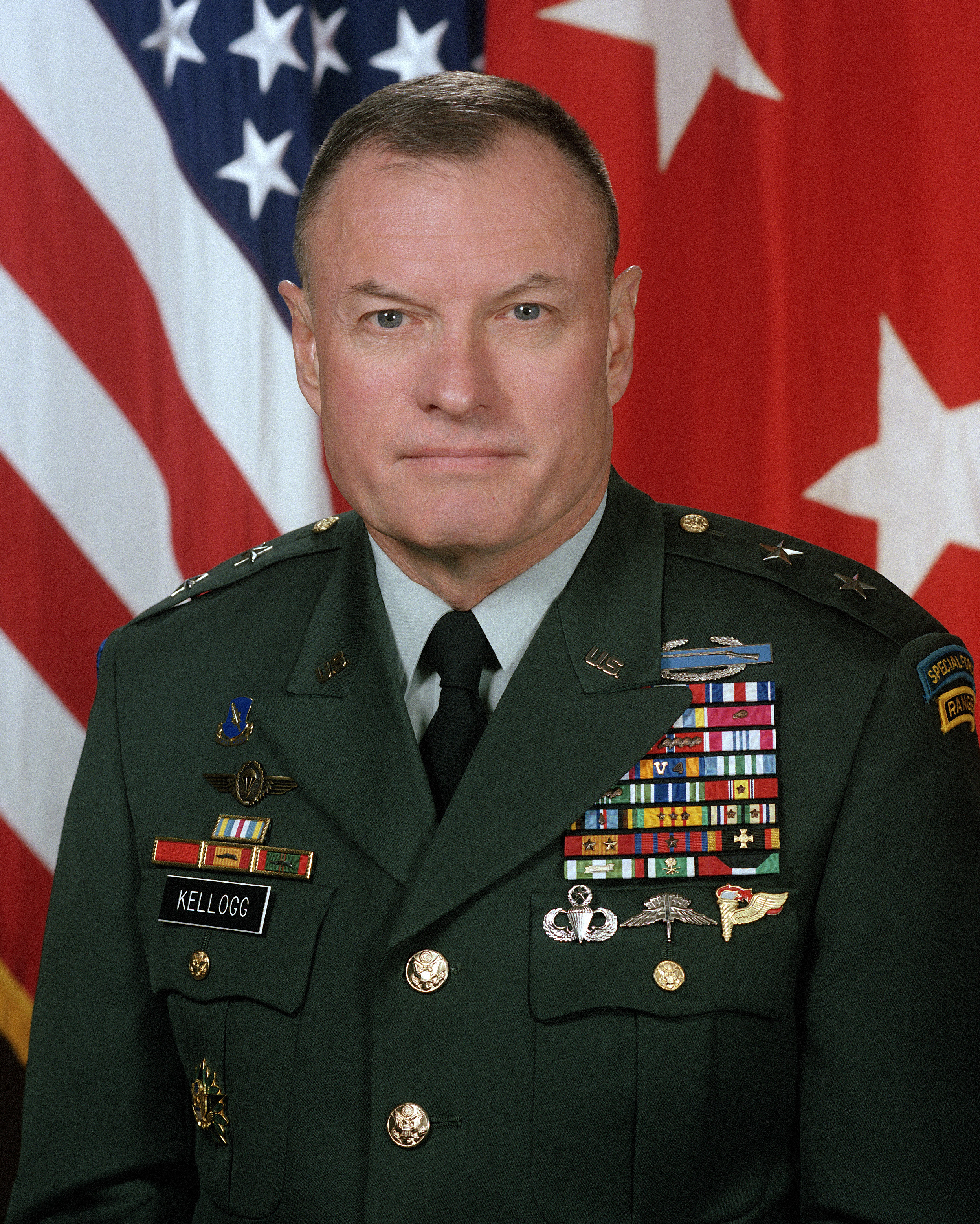
은퇴한 장군 키스 켈로그는 인수팀의 국방 "기관 활동" 부서를 이끌었다.

정책 이행팀에는 다음 정책 분야가 포함되었다:
- 국방 및 국가 안보: 버트 미주사와 소장이 이끌었다.
- 이민 개혁 및 장벽 건설: 제프 세션스 상원의원의 고문인 다니엘 커트로냐가 이끌었다.[52]
- 에너지 독립: 마이클 카탄자로가 이끌었다. 그는 미국 연료 및 석유화학 제조업체, 헤스, 데번 에너지, 엔카나 석유 및 가스 회사를 포함한 고객을 가진 에너지 로비스트이다.[52][53][85]
- 세금 개혁: 에머슨에 고용된 로비스트 짐 카터가 이끌었다.[52]
- 규제 개혁: 하원 천연자원위원회, 감독 및 조사 소위원회에서 스태프 디렉터/선임 정책 고문을 맡고 있는 롭 고든이 이끌었다.[52]
- 무역 개혁: 로비스트이자 상공회의소 전 직원인 롤프 룬드베리가 이끌었다.[52]
- 교육: 미국 기업 연구소의 제라드 로빈슨이 이끌었다.[52]
- 교통 및 인프라: 아메리칸 어소시에이션 오브 레일로드, 내셔널 아스팔트 포장 협회 및 유틸리티 기술 협의회를 포함한 고객을 가진 휘트머 & 워럴의 로비스트 마틴 휘트머가 이끌었다.[52]
- 금융 서비스 개혁: 미국 하원 금융 서비스 위원회의 최고 금융 기관 고문인 브라이언 존슨이 이끌었다.
- 의료 개혁: 전 HHS 법무부 차관이자 법무부 장관 대행이었고 현재 앨스턴 & 버드의 변호사인 폴라 스태너드가 이끌었다.[52]
- 보훈부 개혁: 빌 채트필드가 이끌었다.
- 미국인의 헌법적 권리 보호: 퍼스트 리버티 연구소의 선임 고문 겸 전략 업무 이사인 켄 클루코프스키가 이끌었다.[52]

인수팀에서 활동한 것으로 알려진 다른 사람들은 다음과 같다:

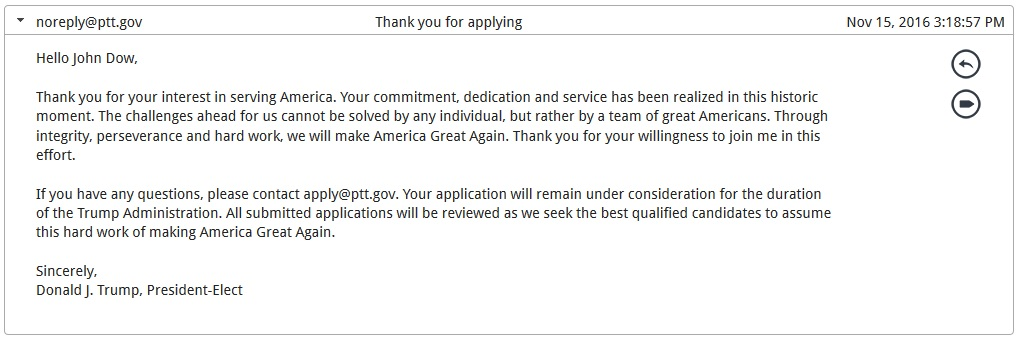
greatagain.gov 웹사이트를 통해 정치 임명을 신청한 사람들은 이 확인 이메일을 받았다.

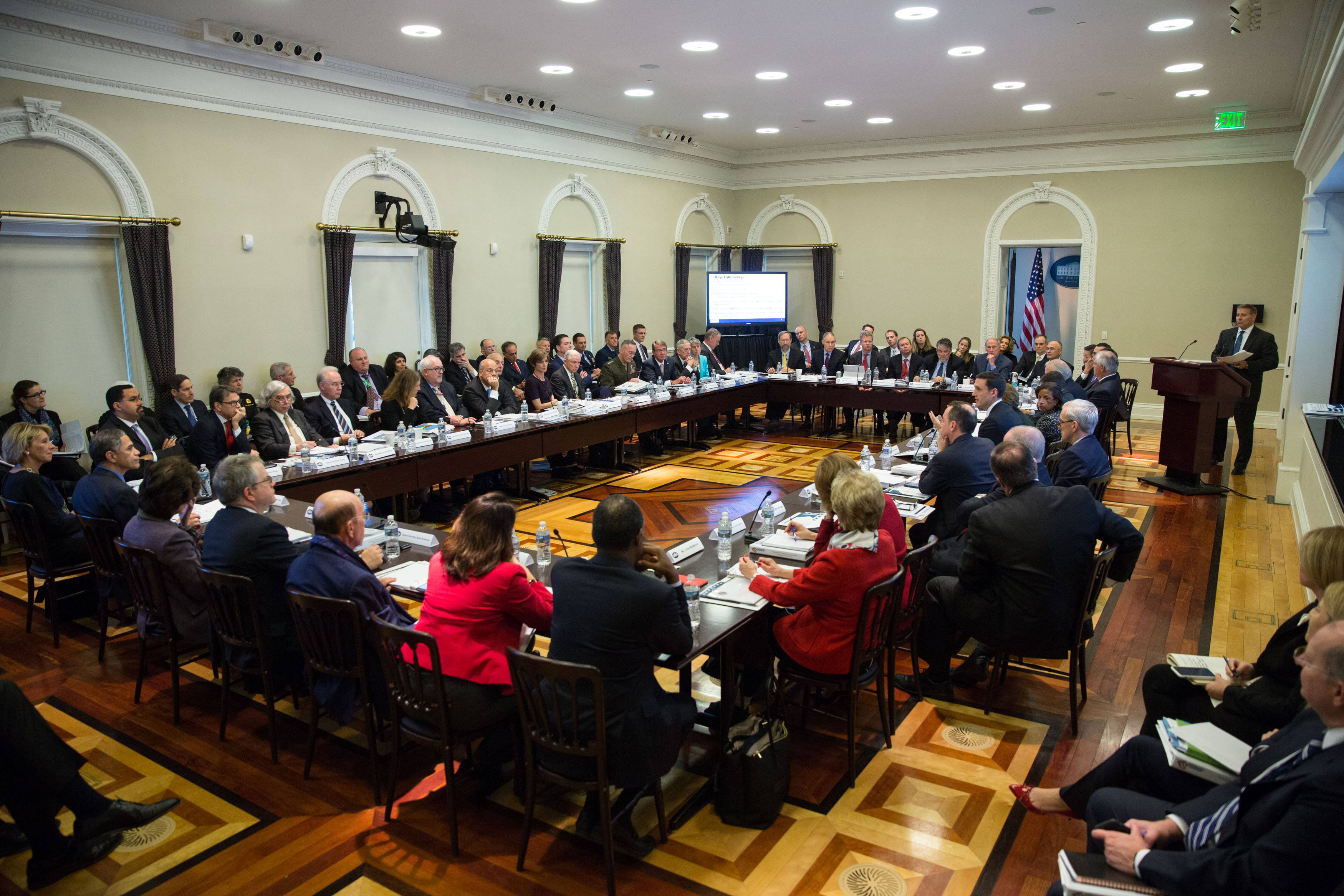
2017년 1월 13일 백악관에서 회의를 개최한 양 행정부 관리들.

- 제임스 캐러파노 – 조지 워싱턴 대학교 국토안보 정책 연구소 선임 연구원이자 전 미국 해군 전쟁대학 교수로 미국 국무부 임명 선정을 이끌었다.[81]
- 제프리 아이젠바흐 – 버라이즌 커뮤니케이션스 및 기타 통신 고객 컨설턴트로 연방 통신 위원회 직원 선정에 도움을 주었다.[82]
- 크리스 코백 – 캔자스 국무장관은 이민 정책 고문으로 활동했다.[86]
- 닉 랭워시 – 이리군 공화당 위원회 위원장[87]
- 로버트 스미스 워커 – 전 펜실베이니아 하원의원이자 미국 에너지부 수소 및 연료전지 기술 자문 위원회 의장으로 우주 정책에 대해 인수팀에 자문했다.[25]

오바마 행정부의 외교 정책 고문들은 "트럼프 대표들이 현 국가 안보 위협 및 새 행정부가 물려받을 세계의 상태에 대한 설명과 같은 실질적인 문제보다는 과정 문제와 사무실 기능에 중점을 두었다"고 불평했다.

## 내각 지명자
모든 직위는 비서실장과 부통령을 제외하고는 취임 전 미국 상원의 조언과 동의가 필요하다.
11월 30일, 트럼프가 선택한 행정부 지명자들이 이전 대통령 행정부에 비해 더 보수적이라고 본 폴리티코는 트럼프를 "공화당을 환호하게 하고 자유주의자들을 절망에 빠뜨리는 보수적인 드림팀을 구축하는 길을 잘 가고 있다"고 묘사했다. 반면, 월스트리트 저널은 " incoming president's" 내각 지명에서 "명확한 이념적 성향을 식별하는 것은 거의 불가능하다"고 밝혔다.
워싱턴 포스트는 트럼프 내각이 "현대 미국 역사상 가장 부유한 행정부"가 될 것이라고 언급했다. 워싱턴 포스트는 또한 트럼프의 일부 임명은 배넌, 플린, 세션스와 같은 "그의 가장 확고하고 논란이 많은 동맹"으로 구성되었지만, 다른 임명들은 공화당 기득권층에 호소하며 "마이크 펜스의 영향"을 받았다고 언급했다.

## 인수 평가
트럼프의 인수는 일부에서 "혼란스럽다"고 평가받으며 문제가 많았던 것으로 평가되었다. 인수의 혼란스러운 성격은 주로 크리스 크리스티의 해고와 크리스티가 인수를 위해 미리 계획했던 것을 폐기한 트럼프의 의사결정 때문으로 여겨졌는데, 이는 인수가 처음부터 다시 계획을 시작해야 함을 의미했다.
2020년, 톰 휠러는 브루킹스 연구소에 글을 기고하면서 "2016-17년 트럼프 대통령직 인수는 지연된 인수가 거부된 인수임을 증명했다"고 썼으며, 트럼프 인수가 연방 기관에 인수팀을 배치하는 데 지연된 것이 궁극적으로 트럼프 행정부에 해를 끼쳤다고 주장했다.
2024년, 맥스 스티어는 트럼프 인수가 현대 인수에서 '낮은 기준'을 세웠으며, 그 뒤를 조지 H. W. 부시 인수가 따랐다고 말했다.

## 같이 보기
- 화염과 분노 (마이클 울프가 트럼프 대통령 재임 첫 해를 상세히 기록한 책)
- 제5의 위험 (마이클 루이스가 트럼프의 인수와 행정부를 고찰한 책)
- 렛 미 피니시 (크리스 크리스티가 트럼프 캠페인과 인수에 대한 자신의 참여를 상세히 기록한 책)
- 화석 연료 로비
- 도널드 트럼프에 대한 채용 및 인사 문제
- 도널드 트럼프 대통령직 타임라인
- 2016년 미국 선거 러시아 개입 이후 선거 후 인수 타임라인
- 도널드 트럼프 2016년 대통령 선거 운동
- 2017년 도널드 트럼프 대통령 취임식
- 도널드 트럼프의 2기 대통령직 인수

## 내용주
1. ↑  오바마 대통령 하에서는 개인이 정부를 떠난 후 2년 동안 로비 활동을 재개하는 것이 제한되었고, 고위 관료는 그의 행정부 잔여 기간 동안 제한되었다. 오바마는 또한 지난 1년간 로비스트로 등록된 사람이 자신이 옹호했던 문제에 대해 행정부에 합류하는 것을 금지했다.[54]
2. ↑  일본 총리는 일본의 정부수반이다. 일본 천황은 그 나라의 실질적인 국가원수이다.[64][65] 또한 트럼프는 당시 국가원수가 아니었다.